# Gladys Carson
Gladys Helena Carson. później Hewitt (ur. 8 lutego 1903, zm. 17 listopada 1987) – brytyjska pływaczka. Brązowa medalistka olimpijska z Paryża.
Zawody w 1924 były jej jedynymi igrzyskami olimpijskimi. Medal zdobyła w stylu klasycznym na dystansie 200 metrów.